# Adjetivo
El adjetivo (del lat. adiectīvus 'que se agrega') es una parte de la oración o clase de palabra que complementa un sustantivo para calificarlo; es decir, expresa características o propiedades atribuidas a un sustantivo, ya sean concretas (perceptible por los sentidos, como en el libro grande o the big book) o abstractas (cognoscible por la mente, como en el libro difícil). Estos adjetivos acompañan al sustantivo (libro, book) y cumplen la función de especificar o resaltar alguna de sus características.
En gramática tradicional se solía distinguir entre adjetivos calificativos y adjetivos determinativos; sin embargo, actualmente estos últimos se suelen incluir dentro de los determinantes, mientras que la palabra adjetivo se reserva para los adjetivos calificativos.
Se distinguen dos funciones de un adjetivo respecto a un nombre: de unos se dice que lo determinan, pues, al añadir un adjetivo por ejemplo ya no se habla de cualquier libro, sino precisamente de un libro verde; estos son los adjetivos especificativos o restrictivos. Por otro lado el adjetivo puede utilizarse para describir al sustantivo pero sin distinguirlo de otros, por ejemplo la verde hierba (si no se contrasta con hierbas de otros colores); se habla en este caso de adjetivo explicativo o no restrictivo; este tipo es más común en literatura y poesía.
En las lenguas fusionantes, es común que el adjetivo tenga las mismas flexiones que el sustantivo, tales como género, número o caso; pero no siempre es así, por ejemplo en inglés el nombre tiene número (singular o plural) pero el adjetivo no.

## El adjetivo en el idioma español

### Morfología
El adjetivo es, en español, una clase de palabra que funciona ordinariamente como adyacente del nombre sustantivo, esto es, como complemento nominal adjunto que se sitúa delante o después del sustantivo al que se refiere, con el cual concuerda en género y número.
En cuanto a su morfología, el adjetivo posee un accidente de género y de número para concordar con el sustantivo del cual es adyacente. Existen adjetivos de una terminación (fuerte, falaz, hábil, débil...) que no experimentan variación de género, aunque sí de número, y de dos terminaciones (bueno/buena, malo/mala, etc.).
Dentro de los adjetivos de una terminación, el caso más común es el de los adjetivos finalizados en E, como grande, fuerte, triste, insomne, alegre, inmutable, etc. También existen adjetivos que terminan en L (débil, fácil, sutil, fútil, personal, frágil); en R (peor, mejor, ulterior, particular, singular); en Z (sagaz, veloz, atroz); pocos en N (común, ruin). Por último también existen adjetivos terminados en I (sefardí).
Los adjetivos del español son siempre palabras tónicas. Pertenecen a una clase abierta, ya que en cualquier momento puede aparecer un adjetivo nuevo, de modo que hay adjetivos recientemente introducidos en español, y otros que han quedado obsoletos. Toman prestados el género y el número de los sustantivos, con los cuales concuerdan.
Los adjetivos no aparecen acompañados de determinativos y si aparecen con ellos es porque están sustantivados; los adjetivos que por su significado admiten cuantificación se combinan con las formas apocopadas adverbiales tan, cuan, cuán y muy, y cuando aparecen con las formas plenas tanto, cuanto, cuánto y mucho es porque están sustantivados.  
Los adjetivos que acaban en -s y no son agudos mantienen la misma forma para el singular que para el plural. 

#### Apócope
El apócope consiste en la eliminación de una vocal o de una sílaba al final de una palabra. En la posición antepuesta a un sustantivo algunos adjetivos se apocopan, por ejemplo:
un hombre bueno → un buen hombre
un territorio grande → un gran territorio.
La gramática tradicional clasificaba a los posesivos y otras clases de determinantes como adjetivos apocopados:
- a) en masculino y femenino, plural y singular:
  - 1) adjetivos posesivos:
    - mío → mi,
    - tuyo → tu,
    - suyo → su;

  - 2) adjetivo indefinido cualquiera:
    - cualquiera → cualquier hombre / mujer,
    - cualesquiera → cualesquiera hombres / mujeres;
- b) en masculino y singular solamente:
  - 1) adjetivos determinativos:
    - alguno → algún hombre,
    - ninguno → ningún hombre,
    - primero → primer hombre,
    - tercero → tercer hombre.

Sin embargo, muchos de estos elementos son incompatibles con el determinante en español moderno, aunque sí fueron compatibles con él en español medieval:
la mi muger (en Mío Cid)
*la mi mujer / mi mujer (español moderno)
Eso apunta a que la gramática generativa del español moderno los trata como determinantes, dado que el núcleo del sintagma determinante solo puede tener un núcleo, se sigue que cuando estos elementos aparecen el artículo definido no pueda aparecer.
También se apocopa el numeral ciento/cien. Algunos adjetivos como tercero, grande o ciento también son usados sin su forma apocopada antes de un sustantivo, aunque generalmente la apócope es el uso más común.

### Sintaxis
En cuanto a su sintaxis, el adjetivo desempeña habitualmente seis funciones diferentes:
1. Adyacente de un sustantivo: cuando el adjetivo desempeña la función de adyacente del nombre, los adjetivos pueden ser especificativos, aquellos que además de aportar  una cualidad, restringen la extensión semántica del sustantivo y adjetivos explicativos, que no limitan la extensión del sustantivo sino que atribuyen una cualidad intrínseca del nombre. ("Un buen libro grande".)
2. Atributo de un sustantivo cuando complementa al nombre a través de un verbo copulativo ("Pedro es, está o parece sano".)
3. Complemento predicativo: hay mayor predisposición a funcionar como predicativo en los adjetivos que pueden intervenir como atributo en una oración copulativa con estar ("La mujer llegó cansada".)
4. Núcleo de un sintagma adjetivo: el adjetivo que funciona como núcleo de la estructura es el único elemento que es obligatorio en un sintagma adjetival. En caso de que vaya acompañado de otras palabras que lo modifican, estas pueden ser: Cuantificadores o intensificadores ("Muy próximo al barrio".)
5. Núcleo de un sintagma preposicional. este sintagma realiza la función de complemento del núcleo del sintagma nominal, del sintagma adjetival y del sintagma preposicional.("Lo acusaron por tonto".)
6. Adjetivo en posición o función incidental: "Tristes por los malos presagios, los dos chicos siguieron su camino".

### Tipos

#### Los adjetivos según su función sintáctica
Se puede distinguir entre las siguientes funciones sintácticas:
- adjetivos adjuntos, que van unidos al sustantivo, tanto antes como después. como en noche oscura / oscura noche; comida rica / rica comida; ejemplo siguiente / siguiente ejemplo; la noche oscura / la oscura noche; etc.
- adjetivos atributivos, ligados al nombre mediante un verbo copulativo (ser, estar o parecer), por ejemplo: la noche era oscura; Pablo estuvo diplomático cuando dio su discurso; El ambiente será familiar si sólo estamos nosotros; etc.
- adjetivos en función de complemento predicativo, Cuando entre el adjetivo y el sustantivo hay un verbo no copulativo (aquí entra parecer, pues no es un verbo copulativo puro), como en La casa parece verde; el niño llegó feliz; Laura llegó cansada a casa.
- adjetivos en función de aposición, cuando van coordinados al sustantivo sin ir unidos, como en la casa, grande y bonita, estaba vacía.

#### Adjetivos explicativos y especificativos
Cuando acompaña a un sustantivo, un adjetivo puede tener dos valores distintos:
- Adjetivo explicativo: Expresa una cualidad abstracta o concreta de la cual el sustantivo ya informa, subrayando dicha cualidad. En otras palabras, expresa  una cualidad de un ser sin la pretensión de distinguirlo de los demás. Por ejemplo: Dulce azúcar, manso cordero, fiero león, azul cielo. Este adjetivo, que se denomina epíteto, es más común en el lenguaje literario o poético.

- Adjetivo especificativo (o restrictivo): Los adjetivos con valor especificativo expresan una cualidad necesaria de un nombre que sirve para diferenciarlo entre los demás, entre un conjunto al que pertenece; por ejemplo casa alta, libro verde. Es el tipo más corriente en la lengua hablada.

En español, lo más frecuente es que el adjetivo explicativo vaya delante del sustantivo y en cambio el especificativo detrás, pero no siempre ocurre así. Por ejemplo, en "Contempla la mar inmensa", el adjetivo inmensa va pospuesto al sustantivo y tiene un valor explicativo, ya que no diferencia unos mares de otros. Por contra, en "Hoy tienes un excelente humor", el adjetivo excelente va antepuesto al sustantivo y sin embargo tiene valor especificativo.

#### Adjetivos relacionales
Los adjetivos calificativos se pueden dividir en dos tipos: los adjetivos relacionales (como escolar, nacional, histórico) y los adjetivos calificativos propiamente dichos (como azul, grande, gordo). Estos últimos admiten diferentes grados. Los principales son el grado comparativo (“este papel es más blanco que este otro”), y el superlativo.
Los adjetivos relacionales son aquellos que, pese a limitar la extensión del sustantivo al que acompañan como los calificativos, carecen de grado e informan a qué ámbito pertenece un sustantivo. Con lo cual se refiere a con qué contexto se relacionan. Algunos ejemplos son: estudiantil, académico, quirúrgico, artístico, religioso, profesional, musical, mexicano, político, histórico, etc. No pueden aparecer en grado comparativo ni superlativo: podemos decir, que un coche es "policial", pero no que es *muy policial o *policialísimo. Por tanto, adscriben al sustantivo dentro de una clase pero no lo califican en determinado grado. Siempre se colocan después del sustantivo al que modifican, por ejemplo, "El concurso de narrativa es para estudiantes universitarios".

#### Adjetivos determinativos
La gramática tradicional considera a los determinantes, que en español preceden casi siempre al nombre al que determinan, como adjetivos determinativos.
Actualmente, algunos autores consideran que en un sintagma en el que existe un nombre determinado por un determinante, es este último el núcleo de un hipotético sintagma determinante. De acuerdo con este enfoque, los determinantes actualizan, presentan, cuantifican (miden) o preguntan por el sustantivo núcleo del sintagma nominal, generalmente, aunque no siempre, situándose en posición anterior a estos.
Existen tres clases de determinantes: los actualizadores, los cuantificadores y los interrogativos (que incluyen a los adjetivos indefinidos, numerales, demostrativos y posesivos). Sin embargo, las propiedades de sustitución del sintagma por un pronombre dependen más del tipo de determinante que del nombre. Por eso se considera que el núcleo es el determinante ya que es quien fija los rasgos en relación con la rección o régimen. De manera que los adjetivos no van con determinativos, a menos que estén sustantivados. Si un adjetivo aparece acompañado de un determinativo, en especial del artículo, es que ciertamente está sustantivado. Ejemplos: me gusta el rojo y no el azul; los buenos tendrán su recompensa. Por otra parte, hay que tener en cuenta que los determinativos pueden preceder a un adjetivo, pero sin que incidan sintácticamente sobre él y pueden hacerlo sobre el sustantivo con el que concuerda el adjetivo. Ejemplos: mi preciosa hija, los grandes autores. Además, todos los adjetivos pueden sustantivarse con el artículo neutro lo, excepto aquellos que significan cualidades solo aplicables a personas. Ejemplos: lo bueno, lo inteligente, lo pequeño, lo conveniente, etc. Finalmente, hay otras veces en la que la forma lo en la construcción lo seguido de un adjetivo y el relativo que, no funciona como sustantivador, sino como intensificador del adjetivo. En estos casos, el artículo forma con el relativo que, una unidad equivalente al exclamativo qué. Ejemplos: lo fuertes que son ~ qué fuertes son.

##### Adjetivo actualizador
Los actualizadores presentan al sustantivo núcleo del sintagma nominal, esto es, lo transforman de desconocido en conocido, lo ubican en el espacio y en el tiempo. Los determinantes cuantificadores, por el contrario, miden al sustantivo núcleo del sintagma nominal. Los determinantes interrogativos o interrogadores preguntan por el sustantivo núcleo del sintagma nominal.
Los actualizadores son cuatro: el predeterminante todo/a(s), que puede preceder a los demás determinantes y delimita la integridad del sustantivo núcleo del sintagma nominal; el artículo, que presenta al sustantivo en un espacio y un tiempo concreto (el, la, lo, los, las); el posesivo, que señala la pertenencia del sustantivo a un elemento de la situación o contexto (mi, tu, su, nuestro, vuestro, su y sus femeninos y plurales); y el demostrativo, que sitúa al sustantivo en un lugar más o menos próximo o lejano (este, ese, aquel y sus femeninos y plurales).

##### Adjetivo cuantificador
Los cuantificadores se agrupan en dos grandes clases, los numerales, que miden de forma precisa el sustantivo núcleo del sintagma nominal, y los extensivos o indefinidos, que lo miden o evalúan de forma imprecisa.
Los numerales pueden ser cardinales, correspondientes a la serie de los números reales y que concretan el número de unidades: un, dos, tres, cuatro...); ordinales (que señalan precedencia o seguimiento en una lista e indican el orden de aparición concordando con el género y el número del sustantivo: primer, segundo, tercero, cuarto...); multiplicativos: doble, triple, cuádruple, quíntuple/quíntuplo, séxtuplo, séptuplo, óctuple, nónuple, décuplo, undécuplo...; divisores o partitivos: medio; y distributivos, que reparten el núcleo del sintagma nominal: ambos, sendos.

##### Adjetivo interrogativo
Son los que se emplean en la oración interrogativa o exclamativa, siempre se antepone al sustantivo y se acentúan. Los adjetivos interrogativos son: Cuál(es), cuánto(s), cuánta(s), qué, quién(es).

#### Otros tipos
- Adjetivo sustantivado: es el que desempeña en la frase la función de sustantivo mediante metábasis de adjetivación.
- Adjetivo absoluto: es el que puede indicar una cualidad característica, que el sustantivo posee en el más alto grado, pero que no admite comparaciones. Por tanto, resultaría ser un adjetivo superlativo, el cual sería relativo si se admitiese la comparación, y al no admitirla se denomina absoluto. El adjetivo absoluto describe una cualidad que no tiene graduación, por tanto, no es mesurable, no admite comparación y tan solo puede ser modificado o matizado por adverbios del tipo de “casi”. Por ejemplo la palabra "cuadrado": un objeto puede ser cuadrado o no serlo, pero no puede ser muy cuadrado. Sin embargo, cuando tratamos de dibujar uno a mano y sin ayuda de ninguna regla, podemos decir que hemos conseguido dibujar algo que es casi cuadrado. Otro ejemplo sería la palabra "muerto": una persona o cosa puede estar o bien viva o bien muerta, pero no puede estar más muerta que otra, y un árbol no puede estar muy muerto. Sin embargo, sí podríamos decir, por ejemplo, que una planta a la que hace bastante tiempo que no regamos parece estar casi muerta.
- Adjetivo verbal: es el participio en función adjetival, cuando no ha perdido aún su naturaleza verbal. El participio, como adjetivo verbal, suele actuar como modificador o complemento del sustantivo de tipo predicativo o atributivo. Un ejemplo es la frase de: Me pareció que tu padre estaba algo estropeado, en la que el participio pasivo del verbo estropear actúa de modificador atributivo del sustantivo padre, o lo que es lo mismo, se ha convertido en adjetivo verbal.

### Gradación del adjetivo
Las cualidades expresadas por los adjetivos son graduables, se pueden presentar siguiendo una intensidad. La gradación se refiere a la posibilidad de expresar grados en la cualidad. Los grados del adjetivo son los siguientes:
- Positivo: El adjetivo sin modificar, por ejemplo niño simpático, Juan es bueno, la mesa es cara.
- Comparativo: El adjetivo expresa la intensidad mediante una comparación de la cualidad con la de otro término. Un elemento se denomina primer término de la comparación, y el otro segundo término de la comparación. Existen tres clases del adjetivo comparativo: comparativo de superioridad, comparativo de inferioridad y comparativo de igualdad. El comparativo de superioridad es el que se cuantifica con el adverbio más, y la conjunción que introduce el segundo término de la comparación es que. Ejemplo: Juan es más inteligente que Luis. El comparativo de inferioridad aparece cuantificado con el adverbio menos, y la conjunción que introduce el segundo término es también que. Ejemplo: Juan es menos amable que Luis. Por último, el comparativo de igualdad se cuantifica con el adverbio tan, o con la locución igual de. En el primer caso, el elemento que introduce el segundo término de la comparación es como. Sin embargo, si se utiliza la locución aparece de nuevo la conjunción que. Ejemplos: Juan es tan listo como Luis / Juan es igual de listo que Luis. Hay algunos adjetivos que se llaman comparativos sintéticos, porque proceden directamente del comparativo latino: mejor, menor, peor, inferior, mayor, superior.
- Superlativo. Hay dos tipos: superlativo absoluto y superlativo relativo. El superlativo absoluto indica el grado más alto de una escala. Ejemplos: Alberto es un chico muy listo, Laura es inteligentísima, mi tía es una señora ya muy mayor, esa casa es paupérrima, etc. El superlativo relativo compara la cualidad de alguien o de algo con la de un conjunto, y puede expresarse de dos modos: mediante una construcción especial, en la cual está formada por el artículo seguido de un adverbio de cantidad más un adjetivo. Ejemplos: la más alta ocasión, las menos apropiadas, el menos atrevido, los más amistosos, etc. La otra manera se compone de un artículo y un comparativo sintético. Ejemplos: el mejor de todos, el peor de mis amigos. Finalmente, además de tener unos comparativos sintéticos, el español dispone también de superlativos sintéticos que derivan directamente del latín. Los siguientes son estos: bueno -> mejor -> óptimo; malo -> peor-> pésimo; pequeño -> menor -> mínimo; grande -> mayor -> máximo, etc.

### Posición
En español, un adjetivo puede ir tanto delante como detrás del núcleo al cual se refiere. Existen cuatro criterios para esta posición: criterio lógico, criterio psicológico, criterio rítmico y un criterio distribucional.

#### Criterio lógico
- Si el adjetivo es especificativo se coloca después del núcleo. Cuando el adjetivo va pospuesto al sustantivo suele delimitar la extensión significativa de este. Ejemplo: quiero una corbata azul (no roja ni blanca). Sin embargo, también hay adjetivos que proceden al sustantivo y que tienen valor especificativo. Ejemplos: tiza blanca, mesa verde, se puede decir también blanca tiza, verde mesa. También hay adjetivos siempre pospuestos al sustantivo. Estos son los adjetivos de relación y los de procedencia o gentilicios. Ejemplos:
  - relación: viviendas sociales (no *sociales viviendas).
  - gentilicio: pintor español (no *español pintor).
  - hay adjetivos que siempre preceden al sustantivo: un mero trámite (no *un trámite mero)
- Si el adjetivo es explicativo se coloca normalmente antes del núcleo. Entre los adjetivos explicativos los hay que designan una cualidad que le es inherente al sustantivo: la blanca nieve, la verde hierba. En otros casos, sin ser inherente se da por sobreentendida: las polvorientas encinas, su esbelta figura. Un adjetivo pospuesto al sustantivo y que va entre pausas (entre comas en la escritura) también es explicativo. Y, por otra parte, un adjetivo puede ir pospuesto al sustantivo y no necesariamente ser especificativo, ya que puede aparecer para aportar una nota descriptiva: el cielo azul nos envolvió en una atmósfera diáfana.

#### Criterio psicológico
- Si el adjetivo es subjetivo, es decir, el adjetivo es opinión del emisor, se coloca antes del núcleo. Ejemplo: buena jugada.

#### Criterio rítmico
- Si el adjetivo tiene una longitud superior al núcleo, se escribe después de este. Ejemplo: chico asustadizo o también la casa deshabitada.

#### Criterio distribucional
- Si el adjetivo tiene escaso contenido informativo se escribe antes que el núcleo. Ejemplo: buen golpe.
- Si el adjetivo tiene mayor grado de información se pospone. Ejemplo: Calor solar y no solar calor.
- Se llama epíteto al adjetivo que tiene mero carácter estético, ya que no adjetiva ninguna cualidad del sustantivo al que acompaña (normalmente precediéndole), puesto que dicha cualidad está implícita en él. Ejemplo: roja sangre.